# معركة مرج الديباج
معركة مرج الديباج هي جزء من الحروب الإسلامية البيزنطية، جرت بين جيش الخلفاء الراشدين بقيادة خالد بن الوليد من جهة والجيش البيزنطي بقيادة توماس، وجرت المعركة في جبل النصيرية في سوريا في سبتمبر 634م، وانتهت المعركة بانتصار المسلمين، ومقتل قائد الجيش البيزنطي توماس.